# Квинси (Илиноис)
Квинси (енгл. Quincy) град је у америчкој савезној држави Илиноис. По попису становништва из 2010. у њему је живело 40.633 становника.

## Демографија
Према попису становништва из 2010. у граду је живело 40.633 становника, што је 267 (0,7%) становника више него 2000. године.
| Група             | 2000.          | 2010.          |
| Белци             | 37.332 (92,5%) | 36.564 (90,0%) |
| Афроамериканци    | 1.879 (4,7%)   | 2.197 (5,4%)   |
| Азијати           | 216 (0,5%)     | 368 (0,9%)     |
| Хиспаноамериканци | 381 (0,9%)     | 584 (1,4%)     |
| Укупно            | 40.366         | 40.633         |